# ATP Challenger Nagoya
Das ATP Challenger Nagoya (offiziell: Nagoya Challenger) war ein Tennisturnier, das von 1979 bis 1996 jährlich in Nagoya, Japan, stattfand. Es gehörte zur ATP Challenger Tour und wurde im Freien auf Hartplatz gespielt. Ramesh Krishnan ist mit drei Titeln im Einzel Rekordsieger des Turniers.

## Liste der Sieger

### Einzel
| Jahr | Sieger                | Finalgegner       | Ergebnis          |
| ---- | --------------------- | ----------------- | ----------------- |
| 1996 | Kevin Ullyett         | Peter Tramacchi   | 3:6, 6:2, 6:3     |
| 1995 | Scott Draper          | Shūzō Matsuoka    | 6:3, 6:7, 6:4     |
| 1994 | Christophe van Garsse | Leander Paes      | 6:4, 6:3          |
| 1993 | Jonas Björkman        | Patrick Rafter    | 7:6, 7:6          |
| 1992 | Chuck Adams           | Daniel Nestor     | 7:6, 6:3          |
| 1991 | John Stimpson         | Jan Apell         | 6:1, 6:3          |
| 1990 | Ramesh Krishnan (3)   | Brian Garrow      | 6:2, 6:4          |
| 1989 | Ramesh Krishnan (2)   | Jonathan Canter   | 6:1, 6:3          |
| 1988 | Andrew Castle         | Tim Pawsat        | 6:1, 7:5          |
| 1987 | Ramesh Krishnan (1)   | Jay Lapidus       | 6:3, 6:0          |
| 1986 | Russell Simpson (2)   | Val Wilder        | 7:5, 5:7, 6:4     |
| 1985 | Tsuyoshi Fuki         | Leo Palin         | 6:2, 6:3          |
| 1984 | Glenn Layendecker     | David Mustard     | 7:5, 6:4          |
| 1983 | Leo Palin             | Joel Bailey       | 6:4, 6:2          |
| 1982 | nicht ausgetragen     | nicht ausgetragen | nicht ausgetragen |
| 1981 | Russell Simpson (1)   | Charlie Fancutt   | 6:3, 3:6, 6:3     |
| 1980 | nicht ausgetragen     | nicht ausgetragen | nicht ausgetragen |
| 1979 | Rod Frawley           | Marcelo Lara      | 2:6, 6:4, 6:3     |

### Doppel
| Jahr | Sieger                               | Finalgegner                     | Ergebnis          |
| ---- | ------------------------------------ | ------------------------------- | ----------------- |
| 1996 | Satoshi Iwabuchi Takao Suzuki        | Ben Ellwood Peter Tramacchi     | 7:6, 7:6          |
| 1995 | Leander Paes Kevin Ullyett           | Joshua Eagle Andrew Kratzmann   | 7:6, 7:5          |
| 1994 | Albert Chang Daniel Nestor           | Gilad Bloom Lars Rehmann        | 6:7, 6:4, 6:4     |
| 1993 | Jonas Björkman Donald Johnson        | Patrick Rafter Fernon Wibier    | 7:5, 5:7, 6:2     |
| 1992 | Jeremy Bates Mark Petchey            | Bertrand Madsen Leander Paes    | 7:5, 3:6, 7:6     |
| 1991 | Glenn Layendecker (2) Simon Youl     | Nduka Odizor Sandon Stolle      | 3:6, 7:6, 7:6     |
| 1990 | Johan Carlsson David Lewis           | Shūzō Matsuoka Shigeru Ota      | 7:5, 6:2          |
| 1989 | John Letts (2) Bruce Man Son Hing    | Ramesh Krishnan Jonathan Canter | 7:5, 4:6, 6:0     |
| 1988 | Glenn Layendecker (1) John Letts (1) | Steve Guy David Mustard         | 7:6, 6:3          |
| 1987 | Andrew Castle Jon Levine             | Steve Guy Shūzō Matsuoka        | 7:6, 7:6          |
| 1986 | David Mustard Russell Simpson        | Shane Barr Scott McCain         | 7:5, 5:7, 6:4     |
| 1985 | Sashi Menon Erik Van’t Hof           | Hitoshi Shirato Eiji Takeuchi   | 6:3, 6:2          |
| 1984 | nicht ausgetragen                    | nicht ausgetragen               | nicht ausgetragen |
| 1983 | Joel Bailey Jeff Turpin              | Charles Strode Morris Strode    | 6:4, 4:6, 7:6     |
| 1982 | nicht ausgetragen                    | nicht ausgetragen               | nicht ausgetragen |
| 1981 | Billy Martin Russell Simpson         | Matt Mitchell William Maze      | 7:6, 6:2          |
| 1980 | nicht ausgetragen                    | nicht ausgetragen               | nicht ausgetragen |
| 1979 | Joel Bailey Rod Frawley              | Marcelo Lara Chris Kachel       | 7:6, 7:5          |